# Château d'Étaples
Le château d'Étaples est un château-fort médiéval situé sur la commune d'Étaples dans le département français du Pas-de-Calais en région Hauts-de-France.
Il est aujourd'hui détruit.

## Histoire

### Localisation
Le château d'Étaples est situé à l'emplacement du cimetière actuel, route d'Hilbert, au sommet du tertre, là où se trouvent les tombes les plus anciennes

### Construction
La construction est effectuée en 1172 par Mathieu d'Alsace, Comte de Boulogne, sur un terrain concédé par l'abbaye de Saint-Josse, sur les ruines d'un château de la période romaine.
Il se modernise entre 1545 et 1547, pour contrer les troupes anglaises du roi Henri VIII qui ont conquis Boulogne en 1544, on mène des travaux de réparation à la suite des sièges menés dans le cadre des guerres de la Ligue entre 1584 et 1597. Ces modifications transforment la forteresse qui présente un aspect différent à la fin du XVIe siècle, elle est protégée par un ouvrage à cornes élevé sur son flanc ouest, par un ouvrage tenaillé aménagé sur ses flancs nord et est, et par un moineau installé à son angle sud-est ; à l’intérieur de ses vieux murs, probablement en lieu et place du donjon comtal, elle comprend le logis du gouverneur, casernes et grenier à grains.

### À travers les âges
Le château, à ses débuts, est le siège du gouverneur d'Étaples.
C'est dans ses murs, en 1492, qu'est signé le traité d'Étaples entre Henri VII, roi d'Angleterre, et Charles VIII, roi de France.
François Ier y couche le 27 juin 1520 et Louis XIV y est reçu le 26 mai 1637.
Le château est démantelé en 1641 et les matériaux sont utilisés pour construire la digue de la rive droite de la Canche.
La dernière cérémonie qui a lieu dans la chapelle du château, est la bénédiction du baptême donnée 13 octobre 1661, par la permission de monseigneur François Pérochel, évêque de Boulogne-sur-Mer, à Henri, fils de Messire Antoine de Guizelin, seigneur de Fromessent, gouverneur. 
En 1792, le château et ses dépendances sont vendus comme propriété nationale.   
C'est sur les recommandations du maréchal Ney, lorsqu'il quitte le camp de Montreuil en 1805, qu'on y établit le cimetière actuel.

## Pour Approfondir